# Metaphorical Music
| Đánh giá chuyên môn | Đánh giá chuyên môn |
| Nguồn đánh giá      | Nguồn đánh giá      |
| Nguồn               | Đánh giá            |
| ------------------- | ------------------- |
| Sputnikmusic        | [ 1 ]               |

Metaphorical Music là album solo đầu tay của Nujabes, phát hành năm 2003. Album kết hợp hip-hop với jazz và hợp tác cùng các nghệ sĩ Substantial, Pase Rock (thành viên của Five Deez), Cise Starr (thành viên của CYNE), Uyama Hiroto và Shing02.
Uyama Hiroto có đóng góp cho một số bài hát trong album như "Letter from Yokosuka" và "Next View", đồng thời hợp tác với Nujabes trong hai album sau này là Modal Soul và Spiritual State. Nhìn chung, Metaphorical Music được cả người hâm mộ Nujabes lẫn giới phê bình khen ngợi.

## Danh sách bài hát
| STT              | Nhan đề                                                      | Sản xuất         | Thời lượng |
| ---------------- | ------------------------------------------------------------ | ---------------- | ---------- |
| 1.               | "Blessing It (Remix)" (hợp tác với Substantial và Pase Rock) | Nujabes          | 3:23       |
| 2.               | "Horn in the Middle"                                         | Nujabes          | 4:08       |
| 3.               | "Lady Brown" (hợp tác với Cise Starr)                        | Nujabes          | 3:18       |
| 4.               | "Kumomi"                                                     | Nujabes          | 3:53       |
| 5.               | "Highs 2 Lows" (hợp tác với Cise Starr)                      | Nujabes          | 4:38       |
| 6.               | "Beat Laments the World"                                     | Nujabes          | 4:22       |
| 7.               | "Letter from Yokosuka"                                       | Uyama Hiroto     | 3:10       |
| 8.               | "Think Different" (hợp tác với Substantial)                  | Nujabes          | 3:17       |
| 9.               | "A Day by Atmosphere Supreme"                                | Nujabes          | 3:59       |
| 10.              | "Next View" (hợp tác với Uyama Hiroto)                       | Nujabes          | 4:35       |
| 11.              | "Latitude (Remix)" (hợp tác với Five Deez)                   | Nujabes          | 3:56       |
| 12.              | "F.I.L.O." (hợp tác với Shing02)                             | Nujabes          | 3:31       |
| 13.              | "Summer Gypsy"                                               | Nujabes          | 4:19       |
| 14.              | "The Final View"                                             | Nujabes          | 3:35       |
| 15.              | "Peaceland"                                                  | Nujabes          | 8:19       |
| Tổng thời lượng: | Tổng thời lượng:                                             | Tổng thời lượng: | 62:30      |

Sample:
- "Blessing It (Remix)" lấy sample từ "Save Our Children" trong album Save Our Children của Pharoah Sanders
- "Horn in the Middle" lấy sample từ "Joshua" trong album Seven Steps to Heaven của Miles Davis
- "Lady Brown" lấy sample từ "The Shade of the Mango Tree" của Luiz Bonfá
- "Beat Laments the World" lấy sample từ "Make Love 2" và "Blessing It" của  Kip Hanrahan
- "Think Different" lấy sample từ "Live for Life (Vivre Pour Vivre)" của Francis Lai trong bộ phim Live for Life
- "A Day by Atmosphere Supreme" lấy sample từ "September Fifteenth (Dedicated to Bill Evans)" trong album As Falls Wichita, so Falls Wichita Falls của Pat Metheny và Lyle Mays
- "Latitude (Remix)" lấy sample từ "Clouds" của Gigi Masin
- "F.I.L.O." lấy sample từ "Deixa" của Baden Powell, Toquinho biểu diễn trong album O Violão de Toquinho
- "The Final View" lấy sample từ "Love Theme From 'Spartacus'" trong album Eastern Sounds của Yusef Lateef